# Массовое убийство в Подкамене

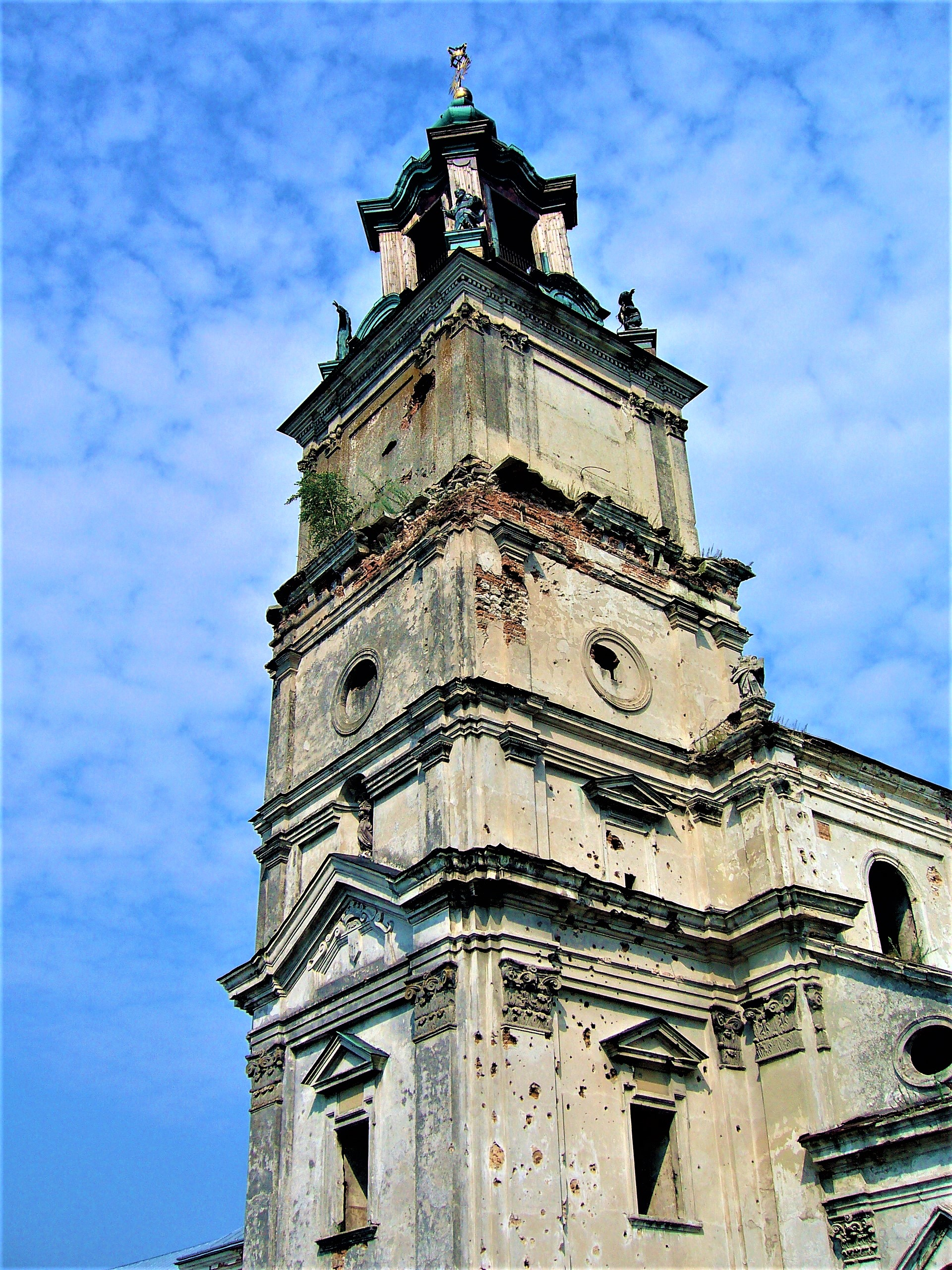
Следы пуль на башне костёла в Покамене

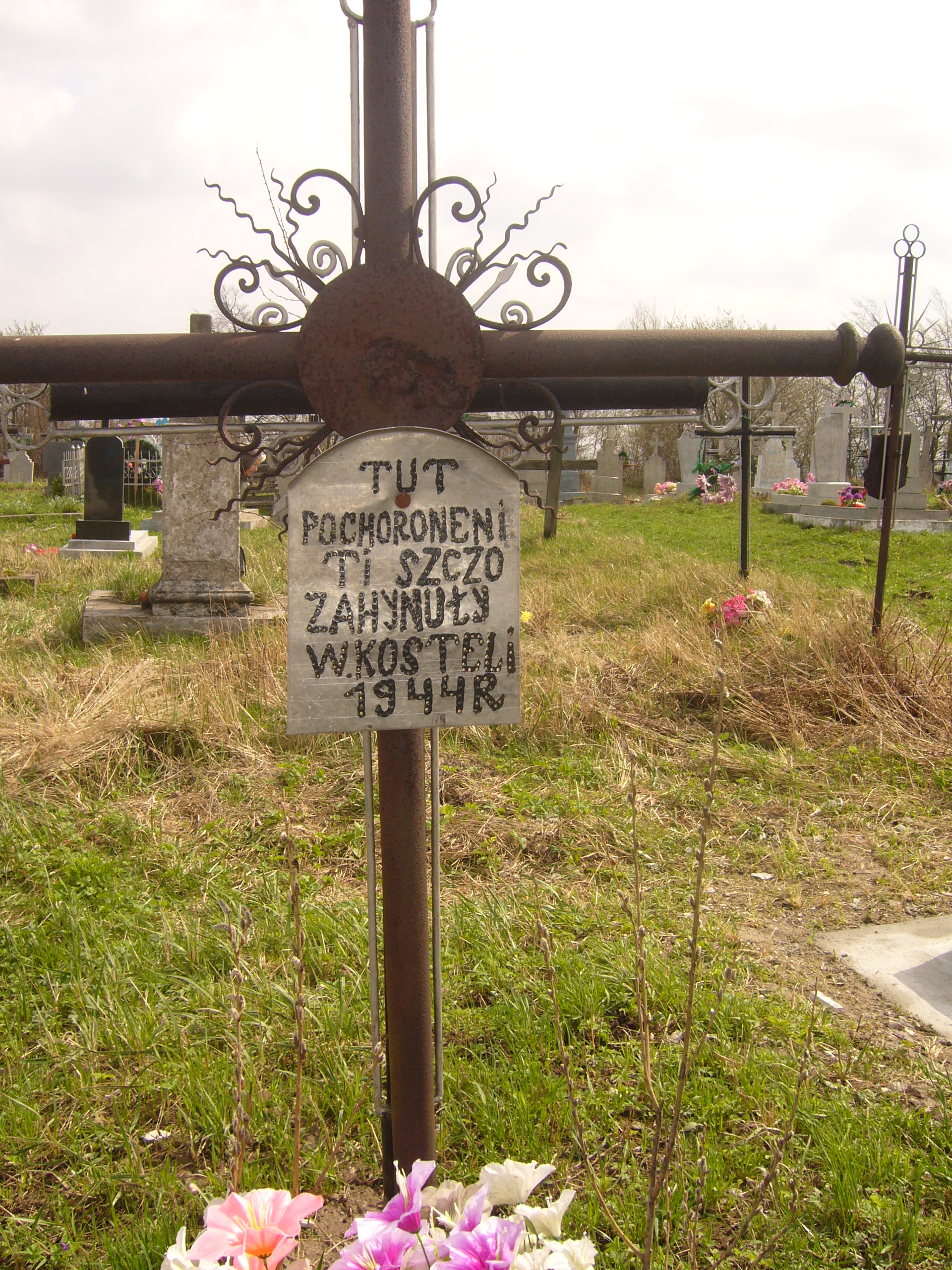
Крест на кладбище в Подкамене. Надпись на кресте сделана по-украински польскими буквами: «Здесь похоронены те, что погибли в костёле в 1944 г.»

Массовое убийство в Подкамене (пол. Zbrodnia w Podkamieniu, укр. Трагедія Підкаменя) — массовое уничтожение гражданского населения (этнических поляков), укрывавшихся в доминиканском монастыре в населённом пункте Подкамень (Генерал-губернаторство), происходившее в середине марта (между 12 и 16 числом) 1944 года. В ходе акции военнослужащими 4-го полка Добровольческой дивизии СС «Галиция» при участии подразделений УПА было уничтожено более 250 человек.

## Предыстория
До 1939 года городок Подкамень с окружающими сёлами, ныне находящийся в Бродовском районе Львовской области, был частью Второй Речи Посполитой, и в то время вся местность насчитывала около 4000 жителей. 
С началом Волынской резни расположенный здесь доминиканский монастырь стал убежищем для поляков, спасающихся от атак Украинской повстанческой армии (УПА). В декабре 1943 года часть жителей самого Подкаменя также переехала на территорию монастыря. По оценкам историков, на рубеже 1943/1944 годов за его стенами находились более 300 поляков, не считая монахов и священников. На случай нападения укрывающиеся в монастыре организовали вооружённую самооборону, который руководил местный лесничий Казимир Солтысик. Причём нападения поляки ожидали со стороны подразделений, подчинявшихся немецким оккупационным властям, хотя немцы декларировали защиту польского населения и иногда действительно её предоставляли. Однако в Подкамне и его окрестностях всё сложилось по-другому. Этот городок был одним из мест базирования состоящего из украинцев 4-го Галицийского добровольческого батальона полиции СС, о котором стоит рассказать подробнее.
В марте 1943 в Галиции (Генерал-губернаторство) был объявлен набор в добровольческую дивизию СС «Галиция». В немецком отчёте о ходе набора добровольцев указывалось, что несмотря на антипатию к службе в полиции СС среди населения в целом, к 22 мая 1943 г. добровольцами записалось 62 тысячи человек.
10 июня 1943 года на встрече с рейхсминистром Розенбергом и рейхскомиссаром Украины Кохом Гитлер отметил:
«русскую Украину нельзя сравнивать с австрийской Галицией… Австрийско-галицийские русины тесно переплетены с австрийским государством. Поэтому в Галиции можно разрешить СС сформировать одну дивизию из местного населения»
.
К 18 июля 1943 число добровольцев, пожелавших поступить на службу, превысило 84 тысячи, из них после строгого отбора 25 тысяч были признаны годными к службе и направлены на обучение. Кроме офицеров СС и СД из полицейских частей, назначенных на большинство командных должностей в дивизии, в младший командный состав вошли кадры 201 батальона охранной полиции и ряда вспомогательных полицейских подразделений, где служили галицийцы.
Первые два полицейских полка — нем. Galizisches SS Freiwilligen Regiment 4 (Polizei) и нем. Galizisches SS Freiwilligen Regiment 5 (Polizei) были сформированы в июле 1943 года. До конца ноября 1943 г. «Галицийскими добровольцами» были укомплектованы ещё 3 полицейских полка (6-й, 7-й и 8-й).
С ноября 1943 г. боеготовые подразделения добровольческой дивизии СС «Галиция» участвовали в антипартизанских операциях на востоке и юго-востоке оккупированной Польши, где активность польских и менее многочисленных советских партизанских отрядов по дезорганизации немецкого тыла в условиях наступления Красной Армии существенно возросла. Антифашистское партизанское движение находило значительную поддержку среди польских крестьян, предоставлявших партизанам продовольствие, гужевой транспорт и места базирования.
Не территории дистрикта Галиция к действиям «против советских и польских банд» также подключились подразделения «Украинской Национальной Самообороны» (УНС) — инициированной в июле ОУН(б) для противодействия рейду по немецким тылам советских партизан под командованием С. Ковпака. В конце декабря 1943 г. — начале января 1944 г. УНС переименовывается в УПА-Запад.
С начала 1944 началась широкомасштабная антипольская акция ОУН(б)- УПА в восточной Галиции, начавшаяся с нападений на отдельных поляков, небольшие группы польского населения и перекинувшаяся в итоге на крупные польские деревни и сёла. Антипольские акции производились согласно приказам высшего руководства ОУН(б) и УПА.
К началу 1944 г. ОУН(б) и УПА наладили сотрудничество и вели переговоры с представителями СС и СД, вермахта.
Начиная с января 1944 г. польские поселения на всей территории современной Тернопольской области (Украина) подвергались нападениям подразделений УПА и подразделений добровольческой дивизии СС «Галиция». Пик нападений и убийств мирного населения пришёлся на февраль 1944 г.
9 февраля 1944 выходит инструкция низовым подразделениям УПА-Запад:
«уничтожить все стены костёлов и прочие польские молитвенные сооружения; уничтожить приусадебные посадки так, чтобы не осталось признаков того, что там кто-либо жил; до 25 февраля уничтожить все дома поляков, а те, в которых сейчас живут украинцы — разобрать». 
Жертвами нападений ОУН(б) — УПА и подразделений дивизии СС «Галиция» стали десятки польских поселений: Малая Березовица (131 убитый), Лаповцы (80 убитых), Коростятин (78 убитых), Бычковицы (73 убитых), Гермаковка (30 убитых) и ряд других.
28 февраля 1944 года уничтожена Гута Пеняцкая: из более чем тысячи жителей выжило не более 50 человек. Более 500 жителей было сожжено заживо в костёле и собственных домах.

## Ход событий
В начале марта 1944 Подкамень оказался непосредственно в прифронтовой зоне. Немцы начали беспокоиться существованием в этом городке вооруженной самообороны, поэтому они потребовали выдачи оружия. Поляки сдали только часть накопленного вооружения. Между тем немцы достигли взаимопонимания с прибывшим с Волыни куренем УПА под командованием Максима Скорупского-«Макса» о сотрудничестве против советских войск. Одновременно они предложили, «чтобы этот курень занял Подкамень», на что украинцы согласились.
11 марта немцы покинули городок. Вечером того же дня уповцы подошли под монастырь, требуя пищи и пустить за стены. Поляки передали им еду, однако не открыли ворота, но по требованию осаждавших послали к ним делегацию, которая должна была поесть вместе с ними, доказывая, что еда не отравлена. Делегатов отпустили вечером, и те сообщили, что, как и предполагалось, монастырь окружён отрядами УПА. После этого поляки решили укрепить оборону монастыря, а часть гражданских лиц отправить под покровом ночи в Подкамень. На следующий день около 9:00 утра, когда поляки снова не открыли ворота, сооружение начали обстреливать из пулеметов. Поляки пытались сопротивляться — стреляли из огнестрельного оружия, бросили несколько гранат, возможно, убив нескольких нападающих. Вскоре уповцы прекратили огонь и потребовали, чтобы все покинули монастырь, обещая полякам, что всех отпустят на свободу. Когда те начали выходить, уповцы снова открыли огонь и, воспользовавшись суматохой, ворвались в стены монастыря, убивая всех встречных. 
Полегли около 100 человек. их тела были сброшены во рвы и монастырский колодец. Уцелели только несколько человек, которые почти четыре дня прятались на чердаке одного из зданий. На протяжении этого времени украинские националисты вывозили из монастыря произведения искусства и другие ценности, которые оценивались тогда в несколько миллионов долларов. При этом внутреннее убранство монастырского костёла было уничтожено, погром пережила только икона Богоматери Подкаменской, которая ныне находится в доминиканском соборе во Вроцлаве. Однако организованный вывоз имущества из монастыря начался после того, как подразделения УПА и 4-го полицейского полка СС завершили резню польского населения уже в самом городке Подкамень. Украинцы вошли в городок с нескольких сторон и начали методично уничтожать поляков в их собственных домах, выискивая людей во всевозможных укрытиях. Польские историки оценивают общее число убитых в Подкамне от 400 до 600 человек, при этом их имущество также было разграблено.

## Дальнейшие события
В марте 1944 немцы приняли решение переформировать Добровольческую дивизию СС «Галиция» в пехотную дивизию. К концу весны полицейские полки Добровольческой дивизии СС «Галиция» были направлены в центры боевого обучения войск СС. 4-й и 5-й полки были расформированы 1 июня 1944 г., а их личный состав был направлен на формирование запасного учебного полка добровольческой дивизии СС, из которого она (получив в начале августа 1944 обозначение 14-я Гренадерская Дивизия войск СС (1-я галицийская)) была заново сформирована после уничтожения её под Бродами в июле 1944 г. До окончания Второй Мировой войны в Европе дивизия приняла участие в подавлении Словацкого восстания и антипартизанских операциях на Австро-Словенской границе. В мае 1945 г. сдалась войскам армии США (меньшая часть) и Великобритании (бо́льшая часть).

## Послевоенные события
Личный состав дивизии не был выдан ни советской, ни польской стороне — несмотря на их запросы и обязательства союзников по выдаче лиц, захваченных в военной форме, из-за вмешательства Ватикана и Папы Пия XII которому бывшие СС-овцы были представлены как «хорошие католики и ярые антикоммунисты». В 1947 году представитель Специальной комиссии по беженцам правительства Великобритании Халдайн Портер, проводя опрос среди части личного состава дивизии СС «Галиция» на предмет причастности их к военным преступлениям, указал в отчёте, что он крайне не доверяет «истории дивизии, составленной самими украинцами». Те военнослужащие дивизии СС «Галиция», с которыми проводились личные интервью, «полностью или частично лгут» — указывал Портер — и предлагал провести дополнительное сравнение с базой по военным преступникам ООН и советскими списками. Но установленные жесткие сроки (с февраля до середины марта 1947) не позволили произвести даже опрос личного состава в полном объёме. К 1948 году (под влиянием лоббистов из канадской украинской диаспоры) военнослужащие дивизии СС «Галиция» перестали считаться военнопленными и к началу 50-х годов XX века расселились по британским доминионам Канаде и Австралии, а также и собственно Великобритании.
В появившихся после второй мировой войны публикациях ветеранов дивизии и ряде работ, вышедших на Украине в конце XX века, о событиях в Подкамене не упоминается, как и отрицается причастность личного состава дивизии СС «Галиция» к другим аналогичным событиям.
Согласно выводу профессора И. И. Ильюшина, причастность персонала дивизии к этому преступлению не может подвергаться сомнению.